# ويليام راي
ويليام راي (بالإنجليزية: William Ray)‏ هو سياسي بريطاني (وحمل سابقاً جنسية المملكة المتحدة لبريطانيا العظمى وأيرلندا)، ولد في 7 فبراير 1876، وتوفي في 30 سبتمبر 1937. حزبياً، نشط في حزب المحافظين. في الانتخابات الفرعية في مجلس العموم البريطاني ‏، انتخب عضو برلمان المملكة المتحدة الـ36 عن دائرة Richmond (Surrey) (UK Parliament constituency) ‏ (13 أبريل 1932 – 25 أكتوبر 1935) وفي الانتخابات العامة في المملكة المتحدة 1935 ‏، انتخب عضو برلمان المملكة المتحدة الـ37 عن دائرة Richmond (Surrey) (UK Parliament constituency) ‏ (14 نوفمبر 1935 – 13 يناير 1937).